# Gournay-sur-Aronde

Gournay-sur-Aronde este o comună în departamentul Oise, Franța. În 1 ianuarie 2022 avea o populație de 535 de locuitori.